# Vojvotkinja (film)
Vojvotkinja je 2008 istorijski dramski film u režiji Sola Diba, koji je zajedno sa Džefrijem Hečerom i Andersom Tomasom Džensenom napisali scenario, zasnovan na knjizi Amande Forman Džordžijana, vojvotkinja od Devonšira iz 1998. o engleskoj aristokratkinji iz 18. veka Džordžijani Kevendiš, vojvotkinji od Devonšira. Ona je bila predak Dajane, princeze od Velsa, odakle potiče i citat „Bilo je troje ljudi u njenom braku” na promotivnom posteru.
Vojvotkinja je puštena u javnost 8. septembra 2008. u Ujedinjenom Kraljevstvu. Film je dobio uglavnom pozitivne komentare kritičara. Osvojio je nagradu za najbolju kostimografiju i bio je nominovan za najbolju umetničku režiju na 81. dodeli Oskara.

## Radnja
Mlada Džordžijana je u braku sa Vilijamom Kevendišem, vojvodom od Devonšira, sa očekivanjem da ona rodi njegovog muškog naslednika. Džordžijanu je brzo razočarao njen muž, posebno kada Šarlot, vanbračno dete čiji je otac Vilijam, čija je majka umrla, dođe da živi sa njima dok je Džordžijana trudna. Vilijam očekuje da Džordžijana toleriše prisustvo deteta. Takođe joj predlaže da „vežba majčinstvo” na mladoj devojci. Kada Džordžijana rodi devojčicu, Vilijam je nezadovoljan. Po njegovom mišljenju, on je ispunio svoje obaveze prema njoj kao njenom mužu, ali, propustom da mu obezbedi legitimnog muškog naslednika, ona nije ispunila svoje obaveze kao njegova supruga.
Georgiana postaje zapažena ličnost u pomodnom društvu. Ona se druži sa mladom damom Bes Foster u Batu i poziva je da živi sa njima, jer Bes nema gde da ode. Vilijam ima aferu sa Bes, što Džordžijana doživljava kao da joj je ukrao njenog jedinog prijatelja, kao i da ju je Bes izdala. Bes kaže Džordžijani da je njen motiv da povrati svoja tri sina (koje joj je muž uzeo), te nastavlja da živi sa njima.
Džordžijana započinje aferu sa Čarlsom Grejom. Vilijam je besan kada Džordžijana sugeriše da, pošto on ima Bes, treba da joj dozvoli Čarlsa. Vilijam siluje Džordžijanu; muško dete je ishod. Bes podstiče aferu između Džordžijane i Čarlsa nakon rođenja Džordžaninog sina. Ubrzo, čitavo londonsko društvo saznaje za Džordžaninu aferu. Vilijam preti da će okončati Čarlsovu političku karijeru i zabraniti Džordžijani da ponovo viđa svoju decu ako ona ne prekine vezu. Nakon što je prvobitno odbila, Džordžijana prekida vezu sa Grejom, ali kaže Vilijamu da je trudna sa Čarlsovim detetom. Poslata je na selo gde sa Grejom rađa ćerku, Elizu Kortni, koju je dala porodici Grej da je odgajaju kao Čarlsovu nećaku.
Džordžijana pronalazi utehu u Besinom prijateljstvu dok je bila trudna sa Elizom. Džordžijana i Vilijam se sporazumevaju i zajedno sa Bes nastavljaju zajednički život.
Naknadni zapisi otkrivaju da Džordžijana tajno posećuje svoju ćerku Elizu. Eliza kasnije daje ime svojoj ćerki Džordžijana, po svojoj majci. Čarls je kasnije postao premijer pod Vilijamom IV. Pre nego što izdahne, Džordžijana dozvoljava Vilijamu i Bes da se venčaju.

## Izdanje

### Marketing
Rukovodioci studija želeli su da koriste digitalno izmenjene slike Kire Najtli u promotivnim materijalima. Izmene su bile posebno usmerene na povećanje njenih grudi. Najtli se protivila izmenama i one nisu korišćene. Iako je više medijskih izveštaja sugerisalo da je korišćenje paralela između života centralnog lika i života Dajane, princeze od Velsa korišćeno kao marketinška strategija za projekat, Najtli je negirala bilo kakvu takvu vezu.

### Bioskopsko izdanje
BBFC je klasifikovao film kao 12A, navodeći scenu impliciranog bračnog silovanja, koja se „isporučuje kroz Džordžijanino protestno vrištanje, koje se čuje izvan vrata spavaće sobe“. BBFC-ov PG rejting dozvoljava podrazumevani seks sve dok je diskretan i redak; odbor je odlučio da je scena u Vojvotkinji više nego „diskretna“ ili „podrazumevana“. Film je imao svoju svetsku premijeru 3. septembra 2008. na Lester skveru, a širom Velike Britanije je plasiran 5. septembra.

### Kritički respons
Film je dobio uglavnom pozitivne kritike. Rotten Tomatoes daje ocenu od 62% na osnovu 170 recenzija, sa prosečnom ocenom 6,3/10. Konsenzus sajta glasi: „Dok se Vojvotkinja kreće sada već poznatim terenom korzetskog cepanja, kostimi izgledaju sjajno, a izvedba Kire Najtli je sjajna u ovoj suptilno feminističkoj, periodskoj drami.“ Metacritic je filmu dodelio ponderisanu prosečnu ocenu 62 od 100, na osnovu 34 kritičara, što ukazuje na „generalno povoljne kritike“.
Većina recenzenata je visoko hvalila nastupe Najtlijeve i Fajnsa. Time Out London je napisao: „[Solu Dibu] takođe mnogo pomaže zreli, suzdržani portret Najtlijeve, majstorski kurs pasivne agresije Fajnsa i izvedba nežnog zavođenja Atvelove.“ Irski film piše „To je spor film, ali je dobro odglumljen sa Najtlijevom i Fajnsom koji su podobni za njihove uloge, posebno Fajnsom koji daje impresivnu i moćnu predstavu." Kameron Bejli, kopredsedavajući Međunarodnog filmskog festivala u Torontu komentariše, „Vojvotkinja Devonšira, sa Kirom Najtli, prelep je film i ona daje zaista zrelu predstavu. Vidite je kako se zaista pretvara u nešto što je više od one vrste lepog lica koje smo videli da već tako dobro izvodi. Ali ona je zapravo veoma ozbiljna glumica, i ona se pretvara u sjajnu, sjajnu glumicu.”
Piter Bredšo iz Gardijana napisao je da „Dibov film izgleda dobro“, ali se požalio da je film „užasno blag i spor u sve vreme“ i dao mu ocenu 2 od 5 zvezdica. S druge strane, Pol Harli je filmu dao 8/10, nazvao Vojvotkinju „odličnim novim filmom“ i naveo da „Vojvotkinja ima dobre šanse da zaradi neke veoma velike nagrade na kraju godine“.
Rodžer Ebert je dao ovom filmu 3,5 zvezdice od 4, napisavši: „Duboko sam uživao u filmu, ali verovatno zato što sam anglofil. Pretpostavljam da će ponašanje likova nekim gledaocima izgledati krajnje čudno. Pa, jeste.“

## Spoljašnje veze
- Vojvotkinja на веб-сајту  (језик: енглески)
- на веб-сајту  (језик: енглески)
- на веб-сајту  (језик: енглески)
- Vojvotkinja на веб-сајту  (језик: енглески)
- The Duchess at the British Film Institute